# Hinterschiffl
Hinterschiffl ist eine Ortschaft in der Gemeinde Julbach im Bezirk Rohrbach in Oberösterreich.

## Geografie
Die Ortschaft beginnt mit dem Weiler Hinterschiffl und erstreckt sich bis zum Gasthof Greiner an der Landesgrenze. Zur Ortschaft zählen weiters die Lagen Waldkaiser und die Schifflerkapelle, die beide im Schifflerwald liegen, der den Ort vom Westen her umschließt. Am 1. April 2020 umfasste der Ort 13 Adressen. Der  Grenzübergang nach Kohlstatt/Kohlstatt wurde im Jahr 1955 errichtet und 1977 ausgebaut. Dieser Grenzübergang war im Herbst 2015 einer der Brennpunkte der damaligen Flüchtlingskrise.

## Geschichte
Laut Adressbuch von Österreich waren im Jahr 1938 in Hinterschiffl ein Binder, ein Gastwirt, ein Holzhändler, ein Viktualienhändler (alles in einer Person) und einige Landwirte ansässig.

## Schifflerkapelle
Die Schifflerkapelle ist eine um 1880 errichtete Kapelle im Norden von Hinterschiffl, die aufgrund ihrer Lage am Böhmerwaldrundweg gerne aufgesucht wird. Der schlichte Bau mit der steinernen Türfassung verfügt über ein großes Vordach.

## Brauchtum
Anfang Jänner wird mit dem Verschrei'n, wo ein Reiter von Haus zu Haus zieht und für den folgenden Tag das Raunachtsingen ankündigt, mit den Einheimischen allerlei Schabernack getrieben, weil in seinem Gefolge allerlei grotesk vermummte Gestalten wie Rasierer, Scherenschleifer, Pfannenflicker, Schuhputzer, Würstler usw. ihre Dienste der Bevölkerung anbieten. Dem Raunachtsingen eilt Guckkastenmann voraus und schiebt in jeder Bauernstube Tische und Sessel für den nachfolgenden Raunachtstross zur Seite, wo sodann der Vorausgeher, der Sterntreiber, Hans von Fesastadt, der Krapfentrager, der Fleischnazl und der Lippl mit den Pfeiferlbuam in die Stube eintreten und mit Sprüchen und durch den Gesang des Raunachtliedes den Bewohnern Glück verheißen. Während diese weiterziehen, treten noch Zitherspieler in die Stube und unterhalten die Hausgemeinschaft mit weiteren Liedern. Der Lohn aller Mitwirkenden besteht aus Krapfen, Fleisch und Trinkgeld.

## Feuerwehr
Am 22. Juli 2022 errang die Bewerbsgruppe der Feuerwehr Hinterschiffl bei der Feuerwehr-Weltmeisterschaft in Celje in Slowenien den zweiten Platz und wurde Vize-Weltmeister. Weltmeister wurde die Feuerwehr St. Martin im Mühlkreis. Bei den Damen belegte die Damengruppe der Feuerwehr Julbach den siebenten Platz und ist damit beste Damengruppe Österreichs.